# ヨーッモンコン・ウォー・センテープ
ヨーッモンコン・ウォー・センテープ（Yodmongkol Vor Saengthep、1990年12月24日 - ）は、タイのプロボクサー。元WBA世界フライ級暫定王者。ナコーンラーチャシーマー県出身。
ヨドモンコン・ポー・セーンチップともヨードモンコン・ウォーセンティップとも表記される。ペッインディー所属。

## 来歴
2009年3月5日、ヨーッモンコンはバンコクでライトフライ級のウェイトでプロデビューを果たし、4回KO勝ち。その26日後に2戦目を行い、2回KO勝ちを収めた。
2010年2月19日、パトゥムターニー県のパトゥムターニー大学でペッバーンボーン・ゴーキャットジムと対戦し、6回判定勝ち。
2010年8月27日、コーンケン県のコンケン大学にてWBC世界ライトフライ級ユース王座決定戦をヘリ・プーノモと行い、7回1分27秒KO勝ちを収め王座獲得に成功した。
2010年11月26日、ソフラン・エッフェンディーと対戦し、10回3-0（97-93、2者が98-92）の判定勝ちを収め初防衛に成功した。
2011年2月25日、リオネル・マーク・デュランと対戦し、10回3-0（98-92、97-93、96-93）の判定勝ちを収め2度目の防衛に成功した。
2011年3月25日、ドニー・マバオと対戦し、10回3-0（97-93、2者が96-94）の判定勝ちを収め3度目の防衛に成功した。
2011年5月27日、ロイロ・ゴメスと対戦し10回3-0（2者が97-93、96-94）の判定勝ちを収め4度目の防衛に成功した。
2011年8月26日、ペン・シェンと対戦し、3回2分7秒TKO勝ちを収め5度目の防衛に成功した。
2011年11月11日、ジャック・アミサと対戦し、5回1分59秒負傷判定勝ちを収め6度目の防衛に成功した。
2012年5月31日、ジャック・アミサと再戦。アミサの6回2分20秒棄権によるTKO勝ち、7度目の防衛に成功した。
2012年9月5日、アサド・アシフ・カーンと対戦し、4回KO勝ちを収め8度目の防衛に成功した。
2012年11月12日、サムエル・テフアヨと対戦し、6回TKO勝ちを収め9度目の防衛に成功した。
2013年1月25日、クリソン・オマヤオと対戦し、7回KO勝ちを収め10度目の防衛に成功した。
2013年4月26日、ジェリー・トモダンと対戦し、5回2分10秒3-0（3者とも50-44）の負傷判定勝ちを収め11度目の防衛に成功した。
2013年6月28日、ジェルソン・ルサリトと対戦し、10回3-0（96-94、2者が96-93）の判定勝ちを収め12度目の防衛に成功した。
2013年9月27日、この試合がデビュー戦となるアナンドと対戦し、3-0の判定勝ちを収め13度目の防衛に成功した。
その後、当時WBA世界フライ級暫定王者であった江藤光喜への挑戦が決定しWBC世界ライトフライ級ユース王座を返上。
2013年11月29日、チョンブリー県にて世界初挑戦かつフライ級転向戦。江藤光喜と対戦し12回52秒TKO勝ちを収め暫定ながら世界王座獲得に成功した。
2014年3月4日、ナコーンラーチャシーマー県でWBA世界フライ級15位で元OPBF東洋太平洋スーパーフライ級王者粉川拓也と対戦し、12回2-0(115-114、116-113、114-114)の判定勝ちを収め僅かな差で苦しみながらも初防衛に成功した。
2014年10月31日、アルゼンチン・メンドーサ州サン・マルティンのテアトロ・グリエゴ・ファン・パブロⅡでWBA世界フライ級正規王者ファン・カルロス・レベコと対戦し、王座を統一を目指す（記録上は2度目の防衛）予定だったが、レベコが左腕上腕の筋肉を裂傷した為、試合は中止となった。
2014年12月19日、同年10月31日に予定されながらもレベコの左腕上腕の筋肉の裂傷により再延期となっていた王座統一戦を初めてのアウェーでの試合となるアルゼンチン・メンドーサ州サン・マルティンのテアトロ・グリエゴ・ファン・パブロⅡでWBA世界フライ級正規王者ファン・カルロス・レベコと行い、2回に右フックでダウンを奪うも5回には右ボディフックでプロ初ダウンを奪われあわや悶絶KO寸前まで追い詰められ、最後は連打をまとめられてヨーッモンコンのセコンドがストップの要請をレフェリーに申し受け試合終了。プロ初のKO負けとなる5回1分40秒KO負けを喫し王座統一に失敗、王座から陥落すると共にヨーッモンコンが1年1ヵ月保持していた暫定王座は正規王座に吸収される形で消滅した。
2015年1月17日、WBAは最新ランキングを発表し、ヨーッモンコンをWBA世界フライ級6位にランクインした。
2015年11月27日、サラブリー県でスタンプ・キャットニワットの王座返上に伴いイワン・キーとPABAフライ級王座決定戦を行い、5回TKO勝ちを収め王座獲得に成功した。
2016年1月19日、WBAは最新ランキングを発表し、ヨーッモンコンをWBA世界フライ級2位にランクインした。
2016年3月25日、バンコクのチョクチャイ4市場でサムエル・テフアヨと対戦し、8回KO勝ちを収めPABA王座の初防衛に成功した。
2016年6月24日、ソンクラー県ハートヤイ郡のリー・ガーデンズ・プラザ・ホテル・ハートヤイでイチャル・トビダと対戦し、3回TKO勝ちを収めPABA王座の2度目の防衛に成功した。
2016年9月30日、アユタヤのアユタヤ歴史公園でドミ・ネノケバと対戦し、ネノケバの8回終了時棄権によりPABA王座の3度目の防衛に成功した。
2017年1月8日、WBAは最新ランキングを発表し、2016年12月31日にスタンプ・キャットニワットがWBA世界フライ級王座統一戦で井岡一翔に敗れ暫定王座から陥落したことに伴い、ヨーッモンコンをWBA世界フライ級1位にランクインした。
2017年1月27日、ジョン・レイ・ラウザと対戦し、12回3-0（118-110×2、117-111）の判定勝ちを収めPABA王座の4度目の防衛に成功した。
2017年2月7日、WBAは最新ランキングを発表し、ヨーッモンコンをWBA世界フライ級1位にランクインした。
2018年1月26日、パトゥムターニー県でマルテン・キサムルと対戦し、キサムルの4回終了時棄権により勝利を収めた。
2018年1月31日、WBAは最新ランキングを発表し、ヨーッモンコンをWBA世界フライ級3位にランクインした。
2018年2月28日、WBAはアルテム・ダラキアンとヨーッモンコン・ウォー・センテープに対し同月26日から指名試合に関する対戦交渉を行い、30日以内に対戦することで合意するよう指令を出した。合意に至らなければ入札になるとのこと。
2018年6月17日、ウクライナ・キエフのパーコヴォイ・コンベンション・センターにてWBA世界フライ級王者アルテム・ダラキアンと対戦し、4年ぶりの王座返り咲きとなる正規王座戴冠を目指すも、8回2分54秒TKO負けを喫し王座獲得に失敗した。
2023年6月24日、日本のリングに初登場。大田区総合体育館で元WBC世界フライ級王者にして日本バンタム級1位比嘉大吾と1階級上のバンタム級契約で対戦し、4回1分34秒KO負けを喫した。

## 獲得タイトル
- WBC世界ライトフライ級ユース王座
- WBA世界フライ級暫定王座（防衛1）
- 第18代PABAフライ級王座（防衛4）